# Gagaku
El Gagaku (雅楽?), literalmente "música elegante", es un tipo de música clásica japonesa que se interpreta en la corte imperial y que tiene trece siglos de desarrollo ininterrumpido. En la actualidad no solo conserva el repertorio tradicional sino que además es una importante fuente para la música contemporánea. Consiste de tres partes básicas: música religiosa sintoísta nativa y temas folclóricos, saibara; una forma coreana (más precisamente canciones de origen coreano y manchú), komagaku; y una forma china (específicamente de la dinastía Tang), togaku. Por el siglo VII se introducen en Japón desde China, el gakuso (cítara) y el gakubiwa (tipo de laúd), los cuales han sido utilizados desde muy temprano en el gagaku.
El gagaku fue inscrito en 2009 en la Lista representativa del Patrimonio Cultural Inmaterial de la Humanidad de la Unesco.

## Historia
El término (雅楽), aparece en el código Taihō del 701, con la constitución del Gagakuryō (雅楽寮) dentro del recinto de la corte. Esta institución sería la primera academia imperial con más de cuatrocientos miembros, teniendo como fin el fijar la música importada como oficial de la corpolla.
Komagaku y togaku fueron introducidos a Japón durante el período Nara (710-794), asentándose en las divisiones básicas modernas durante el período Heian (794-1185). Las interpretaciones de gagaku fueron desarrolladas por músicos que pertenecían a gremios hereditarios, siendo durante el período Kamakura (1185-1333), debido al rigor militar impuesto, que las muestras de esta música se realizaban en los hogares de la aristocracia, siendo raramente interpretadas en la corte. En este período existían tres gremios pertenecientes a Osaka, Nara y Kioto.
Debido a la guerra de Onin, guerra civil que se extendió de 1467 a 1477, durante el período Muromachi, los grupos de gagaku no pudieron seguir desarrollando su música en Kioto por aproximadamente 100 años. En el período Edo, gobernado por el Shogunato Tokugawa, se reorganizó el estilo de los grupos en la corte, siendo este el origen de las muestras actuales.
Posterior a la restauración Meiji de 1868, músicos de los tres gremios llegaron a Tokio constituyendo sus descendientes la gran mayoría de los integrantes del Departamento de Música del Palacio Imperial en la actualidad. Para ese tiempo, el presente estilo del conjunto consistía en tres instrumentos de viento hichiriki, ryūteki, y sho (armónica de bambú que proporcionaba la armonía) y tres instrumentos de percusión: el kakko (tambor pequeño), shoko (percusión de metal), y taiko (tambor) o dadaiko (tambor grande), complementando al gakubiwa, que había sido establecido por el gakuso.
El baile clásico (llamado bugaku) a menudo acompaña a las interpretaciones de gagaku, siendo esta música utilizada por la religión Tenrikyō como parte de sus ceremonias.
Los conjuntos de gagaku contemporáneos, como Reigakusha, desarrollan composiciones contemporáneas para los instrumentos del gagaku. Compositores del siglo XX como Tōru Takemitsu ha compuesto trabajos para conjuntos de gagaku, así como para instrumentos individuales utilizados en esta música.
El gagaku, como el shômyô, emplea la escala Yo, una escala pentatónica con intervalos ascendentes de dos, tres, dos, y dos semitonos entre los cinco tonos de la escala.

## Instrumentos utilizados en el gagaku
- Hichiriki (篳篥), oboe.
- Ryūteki (龍笛), flauta traversa.
- Sho (笙), organillo de boca.
- Gakubiwa (楽琵琶), laúd.
- Gakuso (koto, 箏), cítara de origen chino.
- Wgon (和琴), cítara de origen japonés.

## Influencia en la música occidental
A comienzos del siglo XX, varios compositores clásicos occidentales se interesaron en el gagaku, por lo que muchas de sus composiciones se basaron en este arte. Destacan las obras de Henry Cowell (Ongaku, 1957), Alan Hovhaness (numerosas obras), Olivier Messiaen (Sept haïkaï, 1962), Lou Harrison (Pacifika Rondo, 1963), y Benjamin Britten (Curlew River, 1964).  
Uno de los músicos de gagaku más importantes de este período fue Masataro Togi (quién sirvió durante muchos años como principal músico de la corte), quien instruyó a compositores americanos como Alan Hovhaness y Richard Teitelbaum en la ejecución de instrumentos utilizados en el gagaku.